# قبيلة

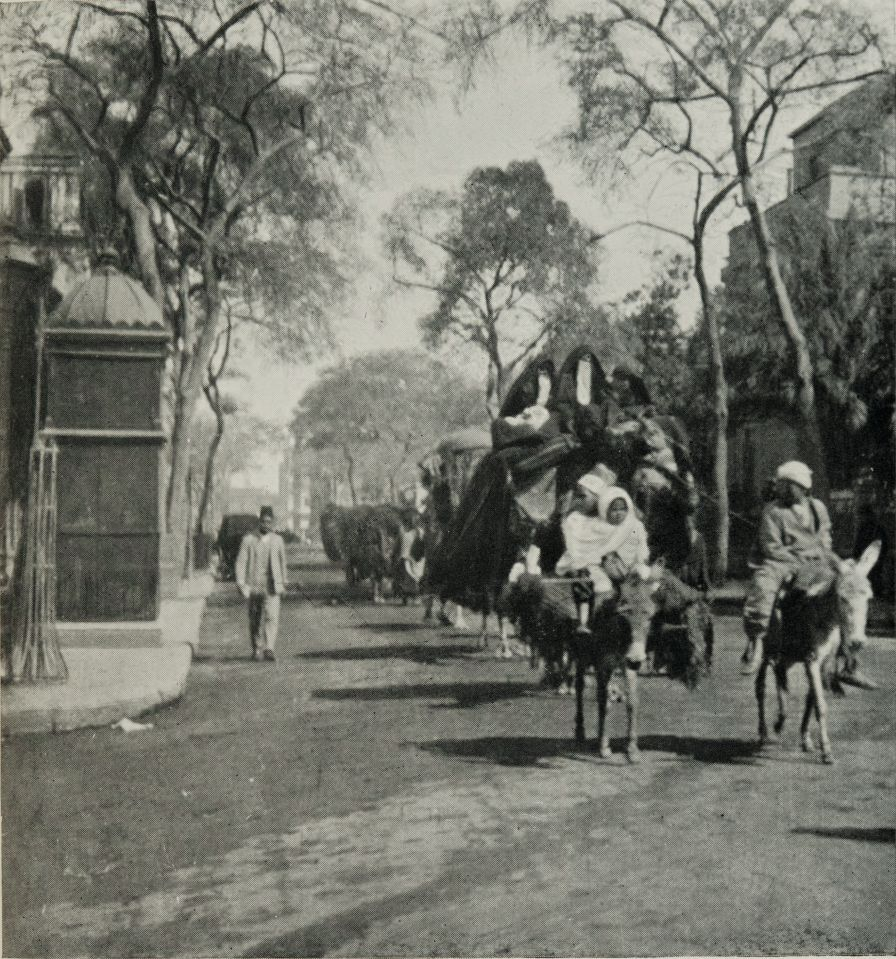
قبيلة من العرب البدو يعبرون القاهرة سنة 1911م

القبيلة هي جماعة من الناس تنتمي في الغالب إلى نسب واحد يرجع إلى جد أعلى أو اسم حلف قبلي يعدّ بمثابة جد، وتتكون من عدة بطون وعشائر. غالبًا ما يسكن أفراد القبيلة إقليما مشتركًا يعدونه وطنًا لهم، ويتحدثون لهجة مميزة، ولهم ثقافة متجانسة أو تضامن مشترك (أي عصبية) ضد العناصر الخارجية على الأقل.
تنتشر القبائل في كل قارات العالم، منها ما اندثر كما هو الحال مع بعض القبائل الأوروبية مثل الجرمانيين، ومنها ما كاد يندثر مثل قبائل الهنود الحمر في أمريكا الشمالية والجنوبية، ومنها ما ذاب في المجتمعات الحضرية المتاخمة كما هو الحال مع بعض قبائل جنوب غربي آسيا. وتختلف عادات هذه القبائل وطرق معيشتها وفنونها وأنظمتها الاجتماعية.

## القبائل بصورة عامة
يشترط علماء الاجتماع لقيام أي جماعة وجود عنصرين هما: الاستقرار المكاني، وعاطفة الجماعة، هذان العنصران متوفران في القبيلة التي تتألف من عشائر، فإن كانت بدوية مترحلة فلها دائرتها المكانية رغم أن هذه الدائرة تتغير من حين لآخر. فإذا ما استقرت هذه العشائر في مكان واحد ينشأ بين أفرادها تضامن أقوى تشد من أزره رابطة القرابة.
والقبيلة بهذا المفهوم مجتمع محلي، حتى وإن كان بعض عشائرها أو أفخاذها مترحلين لا يعيشون متجاورين. وكل مجموعة لها ما تسميه الديرة؛ أي مجالها المعروف من الأرض. وتربط بين الجميع وشائج عاطفية تشد أفراد الجماعة إلى بعضهم وهي ما يطلق عليها العصبية القبلية، وتنبع هذه العصبية من الشعور بوحدة الجماعة من صلات القربى ومن كونهم يعيشون على أرض واحدة.

## الزواج والحياة العائلية
ليست عادة الزواج المبكر وقفًا على القبائل في الشرق فحسب، بل إن كثيرًا من قبائل الهنود الحمر في الأمريكتين يتزوجون في عمر مبكر، فتتزوج الفتيات في عمر بين 11 و15 عامًا، أما الفتيان فيتزوجون فيما بين 15 و20 من العمر. ويقوم الوالدان باختيار زوجة ابنهما في قبائل الهنود الجنوبية، أما في أمريكا الشمالية فيسمح للابن باختيار زوجته، ويقوم، في سبيل إقناع والدي زوجة المستقبل، بتقديم كثير من الهدايا القيمة لينال قبولهما.
وبينما يسكن ابن القبائل في الشرق مع أسرته، يسكن الفتى الهندي مع أهل زوجته ويعمل لهم إلى أن ينجبا الطفل الأول. ويستطيع الرجل في كل من مجتمعات القبائل الشرقية وفي الأمريكتين أن يتزوج أكثر من زوجة، لكن يكثر ذلك عند الهنود، خصوصًا الموسرين أو ذوي النفوذ والسلطان. إلا أن هذا التعدد ليس موجودًا لدى جميع قبائل الهنود، فمنهم من يحظر التعدد مثل قبيلتي الأروكوا والببلو في أمريكا الشمالية.
وإذا ما توفي الزوج فقد تبقى الزوجة مترملة طوال عمرها في القبائل الشرقية أو قد تتزوج مرة أخرى داخل القبيلة. أما في قبائل الهنود، فإن الزوجة تظل في البيت وتعيش مع شقيق الزوج دون زواج رسمي حتى وإن كان لهذا الأخ زوجة أخرى. وإذا حدث أن توفيت الزوجة، فإنه من المتوقع أن تعوض الأسرة الزوج بابنة أخرى تكون بكرًا بدلاً عن أختها المتوفاة.

## طبقات أنساب القبائل عند العرب

أهم القبائل العربية في شبه الجزيرة العربية قبل الإسلام.

تعد القبيلة المجتمع الأكبر لأهل البادية، وعلى الرغم من أن مصطلح قبيلة اندثر في كثير من المجتمعات سواء في الغرب أو الشرق، قام علماء الأنساب بترتيب قبائل العرب ترتيبًا تنازليًا باختلاف طفيف بينهم سموه بـطبقات النسب، كالآتي:
- الشعب:  مثل عدنان وقحطان.
- القبيلة :  مثل ربيعة ومضر.

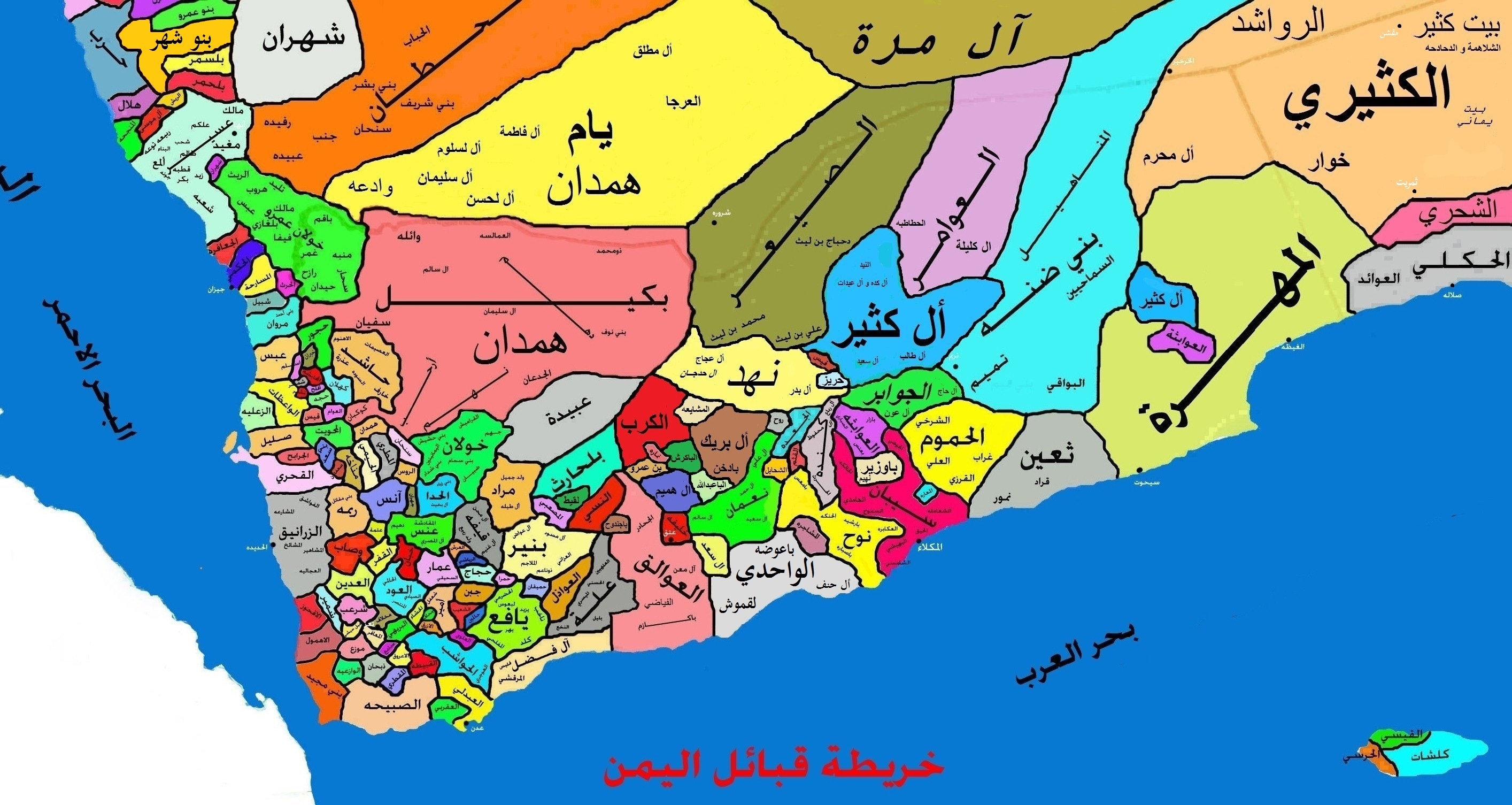
أهم قبائل اليمن في الوقت الحاضر و قبائل الجنوب عامه

- العمارة:  مثل العمارة قريش والقبيلة كنانة.
- البطن:  مثل بني عبد مناف
- الفخذ:  مثل بني هاشم
- العشيرة:  بني عبد المطلب.
- الفصيلة:  مثل بني أبي طالب وبني العباس.

ويمكن إضافة طبقتين صغيرتين على طبقات النسب وهما:
- الخامس: وهو الجد الخامس أو الجد المشهور الذي تعرف به الأسرة.
- الأسرة: وهي اصغر طبقة في النسب.

على الرغم من أن علماء الأنساب العرب يكادون يتفقون على ما تقدم من ترتيب طبقات النسب، إلا أن حركات هجرة القبائل، سواء أكانت طوعًا أو كرهًا جعلت هذا الترتيب غير مستقر، إذ ذابت البطون والأفخاذ، وقلما استخدمت مصطلحات العمارة والفصيلة، وصارت وحدة العشيرة أكثرها شيوعًا بل صارت تستخدم لتغطي معنى القبيلة أحيانًا بعد أن أصبح هناك خلط شديد بين المقصود من البطن أو الفخذ.

## الثقافة والحياة الاجتماعية

### الحياة الأسرية
يرتبط أفراد القبيلة في زمر اجتماعية عن طريق مجموعة من الروابط والعلاقات، وتمثل رابطة القرابة أهم هذه الروابط، وتزداد هذه الروابط بالزواج داخل ما يسمى بالأسر الممتدة التي لها نظامها الخاص في المسكن والمطعم واختيار الأسماء والأعراف والتقاليد.

### الزواج
قلما يتزوج أفراد القبيلة العربية من خارج العشيرة، ولكن قد يتجاوز في ذلك أحيانًا حينما يتم زواج بنات بعض زعماء العشائر لتوثيق الصلات ودعم الأحلاف بينها، ولا يسمح النظام الداخلي للقبيلة بأن تتزوج المرأة رجلاً من خارج القبيلة، لأن ذلك يكون بمثابة مخالفة صريحة لنظام الزواج في القبيلة قد يؤدي إلى عداء وحروب ذلك أن الفتاة تعد في المجتمع القبلي زوجة لابن عمها وعقدها وحلها بيد ابن عمها•
الا إذا لم يرغب فيها، فلها أن تتزوج بمن تريد داخل حدود القبيلة.
غالبًا ما يتزوج الشباب في البوادي القبلية في أعمار مبكرة نسبيًا. ويتم الزواج عادة بصورة بسيطة، ويكون المهر رمزيًا. يذهب الخاطب ووالده فيطلبان البنت من أبيها أو ولي أمرها. ودرجت العادة عند بعض القبائل أن يسمح الأب لابنته أن تذهب إلى بيت زوجها وهي بنت تسع أو عشر سنين، لكنه لا يبني عليها إلا بعد بلوغها، وحينذاك تكون خبيرة بشؤون البيت والزوج والأولاد. ومن المهام التي تقوم بها الزوجة بجانب مهامها المنزلية من طبخ وغسل وإكرام للضيوف، أنها تعلف الجمال والشياه وتحلب وترعى الغنم، وتجز الصوف وتغزله لتصنع منه الفرش، وتدبغ جلود الذبائح لتصنع منها القرب والدلاء. وهي التي تجلب الماء من البئر وتخيط الملابس.

### الضيافة
للقبائل شهرة كبيرة في الكرم سواء كان ذلك في الشرق أم في الغرب. ومن المعلوم أن قبائل الهنود كانت في بادئ الأمر تكرم الوافدين البيض، ولم تنشأ العداوة بين الهنود والبيض إلا بعد أن بادر الرجل الأبيض بالعداوة قتلاً وتشريدًا ومصادرة للأراضي. أما رجال القبائل في الشرق العربي فقد اشتهروا عبر تاريخهم الطويل بكرم النفس ورحابة الصدر والنخوة وإكرام الضيف. ويرى بعضهم أن استقبال الضيف في أي وقت من ليل أو نهار واجب مفروض عليه أداؤه. وإذا أقبل شخص على جماعة يأكلون يشاركهم طعامهم دون دعوة من أحد ويسقى الضيف القهوة العربية ثلاث مرات قبل أن يسأل عن حاجته التي أتى من أجلها وعن عشيرته. وليس فقر الرجل أو غناه سببًا في رفض استقبال الضيف، فإن لم يجد شيءًا يقدمه لضيفه استدان حتى يكرم ضيفه.
تختلف عادات الضيافة من قبيلة إلى أخرى، فعلى سبيل المثال، هناك قبائل يقوم كل رجالها على خدمة الضيف ويأخذونه إلى أفضل بيوت الديرة، ويقدمون له التمر والسمن والعسل والقرصان والقهوة، وينحرون أو يذبحون له، ويدعون كل من في الديرة ليشاركهم.
وتختلف حاجات الضيوف؛ فمنهم عابر السبيل أو طالب حاجة أو زائر له معارف وقرابة، ومنهم من يطلب الجوار لقحط بلاده، ومنهم [[من نزلت به جائحة أو مصيبة وجاء طالبًا مساعدة مادية أو عينية. وقد عرف أناس بأسمائهم في التاريخ العربي اشتهروا بالكرم ومن ذلك حاتم الطائي الذي ينتمي إلى قبيلة طيء وابن مهيد (مصوت بالعشاء) شيخ الفدعان من عنزه.

## تسمية الأشخاص والقبائل
كانت للقبائل العربية مذاهب في اختيار أسماء أبنائها وبناتها،
فمنها ما كانوا يتفاءلون به في صراعهم مع أعدائهم مثل:
« غالب »، و« غلاب » و« ظالم ». ومنها ما تفاءلوا به للأبناء مثل: « مدرك »، « دراك »، و« عامر »، و« سعد » و« سعيد ». ومنها ما سمي بأسماء الوحوش ترهيبًا لأعدائهم نحو: « أسد » و« ليث » و« ضرغام ». ومنها ما سمي بأسماء الأشجار الخشنة أو الغليظة مثل: « طلحة »، وسمرة« سمرة »، و« سلمة »، و« قتادة ». أو بأسماء أجزاء غليظة من الأرض مثل: « حجر »، و« حجير»، و« صخر »، و« فهر »، و« جندل »، و« جرول ».
وقد سئل أحد الأعراب:  لم تسمون أبناءكم بشرِّ الأسماء نحو: « كلب » و« ذئب »، وعبيدكم بأحسنها نحو: « مرزوق » و« رباح » فقال: إنما نسمي أبناءنا لأعدائنا، وعبيدنا لأنفسنا.
لا تختلف أسماء القبائل العربية عن أسماء القبائل الأخرى لا سيما القبائل السامية، فهي أسماء ذكور للآباء أو الأجداد، وإن وجدت أسماء مؤنثة لبعض القبائل فهي قليل مثل: خندف، وبجيلة وغيرهما وتكون في تلك الحالة أسماء لأمهات قبائل أو أسماء مواضع نسبت القبائل إليها. وتعود تسمية القبيلة إلى الرجل، وانتسابها إليه دون غيره من أفراد القبيلة بأن يشتهر بينهم لشجاعته وإقدامه أو كثرة ولده، فينسب بنوه وغيرهم إليه وكذلك أحفاده، وربما انضم إلى النسبة إليه غير أحفاده. وقد ينضم الرجل إلى غير قبيلته بالحلف والموالاة فينسب إليهم فيقال حينئذ:  فلان حليف أو مولى بني فلان . وفي هذه الحالة يجوز له أن ينسب إلى قبيلته الأولى أو إلى القبيلة الثانية، أو ينسب إلى كلتيهما فيقال مثلاً: فلان التميمي ثم الكليبي.

## العصبية القبلية والحروب
تتجلى العصبية القبلية في العصبية للأقارب وذوي الأرحام. وهذا النوع من العصبية يكون داخل إطار القبيلة ذاتها. فعلى الرغم من أن أفراد القبيلة يربطهم نسب واحد، إلا أن الرباط الكائن بين ذوي القربى من أمثال أبناء العمومة والخؤولة يكون أمتن من النسب العام. وأفراد القبيلة يشعرون بالتزامهم بنصرة من يشترك معهم في البيت (الفصيلة) ثم تأتي بعد ذلك نصرة المشترك معهم في الفخذ فالبطن ثم العشيرة، ومع أن العصبية للقبيلة أضعف شأنًا من العصبية نحو العشيرة، إلا أن عصبية القبيلة تطغى على ما سواها بمقدار الخطر الذي يهدد القبيلة ـ كما يمكن أن تتجاوز هذه العصبية نظام القبيلة إلى القبائل الأخرى المتحالفة، أو عصبية الولاء؛ وذلك حين يطلب أحد الأفراد الجوار من قبيلة ما ومن ثم يكتسب حصانة بأن يكون تحت حمايتها، وتهب القبيلة لحمايته كأي فرد من أبنائها.

## الثأر
كانت القبائل في حروب متصلة ما أن تنتهي حتى تبدأ حربًا أخرى. وكان القانون الوحيد الذي يخضع له جميع أفراد القبيلة هو قانون الأخذ بالثأر. وكانت الحروب تنشب لأسباب تافهة؛ فقد تسببها إهانة، أو نزاع بين شخصين من قبيلتين مختلفتين، أو بسبب اختلاف على المرعى؛ فتشتبك العشائر وينضم بعضها إلى بعض فتنتشر الحرب بين قبائل كثيرة، وتحدث بينهم مقتلة عظيمة. ولأنهم كانوا يتحاربون نهارًا، ويتوقفون عن القتال إذا أقبل الليل، ثم يعاودون القتال صباحًا، سموا وقائعهم وحروبهم أيامًًا قيل إنها بلغت 1,200، ومن أشهر هذه الأيام:
- يوم ذي قار:  وكان بين بكر والفرس.
- حرب البسوس:  بين قبيلتي بكر وتغلب.
- حرب الفجار:  بين قبيلتي كنانة وقيس عيلان.
- داحس والغبراء:  بين قبيلتي عبس وذبيان.

## أنواع الحروب
عرف رجال القبائل العربية نوعين من الحروب: الإغارة، أو ما يسمى بالكر والفر؛ كما حدث في: « يوم الهباءة » و« يوم الفروق ». وكانوا يخرجون على غير تعبئة، ويغيرون بسرعة خاطفة بالنظام الذي يأمر به الشيخ، ثم إذا طوردوا يفرون إلى البادية.

## الأسلحة
أما الأسلحة التي كانت تستخدمها القبائل إلى ما قبل اختراع البارود والبندقية، فكانت تتمثل في الرماح والسيوف والدروع والقسي والنشاب، وكان استعمالهم للسلاح الأخير قليلاً. أما السيف فكان رفيق العربي في حله وترحاله لا يكاد يفارقه.

## الأحكام
تخضع القبيلة لقوانين صارمة نظمتها التقاليد والأْعراف. ويلجأ أفراد القبيلة في حل الخلافات التي تنشأ بينهم إلى محاكم قبلية خاصة لها قوانينها المتوارثة، ولكل جرم أو تعدٍ أو دم عقاب رادع يهدف في النهاية إلى حفظ أهم مقومات الشرف في القبيلة وهي: المال والدم والعرض.
للقاضي مكانة رفيعة في القبيلة. والقضاء القبلي نظام متكامل يغطي كل الأنشطة المعروفة لدى القبيلة. ويثق أفراد القبيلة في قضاتهم ثقة راسخة لا تتزعزع، لأن أحكامهم تنبع من أعراف العشائر وتقاليدها. وتطلق القبائل على قضاتها أسماء تختلف باختلاف القبائل وأماكنها، فيسمى القاضي في بعض بلدان الجزيرة العربية والشام والعراق باسم العارف، وسمي بذلك لأنه يفترض فيه المعرفة العميقة الشاملة لأْعراف القبيلة وعاداتها. ويسمى عند بعض القبائل أحيانًا باسم الفريض؛ لأنه يفرض بحكمه الجزاء الواجب تنفيذه طبقًا لأعراف القبيلة؛ وكذلك يعرف لدى بعض القبائل باسم المرضي؛ ذلك لأن الأطراف المتخاصمة ترضى بحكمه. ومنزلة العارف تلي منزلة شيخ القبيلة مباشرة. ولشيخ القبيلة، أحيانًا، أن يفصل في بعض الخصومات مثل المنازعات التي تقوم بين أفراد قبيلته حول الأراضي.
يستند العارفون (القضاة) في معظم أحكامهم إلى العادات والأعراف القبلية التي توارثتها القبيلة جيلاً عن جيل. وتسمى هذه العادات والأعراف السوادي أو العوايد. وقد تمرس هؤلاء العارفون بازدياد القضايا التي يفصلون فيها واشتهروا بسعة الإدراك والذكاء حتى اعتبرت أحكامهم أساسًا مرجعيًا للقضاء القبلي وهو ما يسمى عندهم المثيلات، وهو يطابق ما يسمى في الفقه القضائي الحديث السوابق القضائية.

## العقوبات
تتراوح الأحكام التي يصدرها قضاة القبيلة بين العقوبات المادية كالديات والتعويضات، أو عقوبات بدنية كقطع يد السارق أو الجلد، أو عقوبات تأديبية إصلاحية، وهي أحكام تصدر في حق صغار السن، وعلى القاضي إصدار الحكم، وغالبًا ما يكون المنفذ هو الأب أو ولي أمر الحدث، ويكون حبسًا أو جلدًا أو نحوه.

## وصلات خارجية
- قائمة قبائل العرب
- لقد أوضح الأستاذ أندريه كاراطائف أنّ المنظومات القبليّة اليمنيّة ليست بمنظومات بدائيّة فهي ظهرت في أوائل العصر الإسلاميّ علی أساس الممالك العربيّة القديمة (تاريخ اليمن الاجتماعي. موسكو, 2006. ISBN 5-484-00529-9